# Cradle of Filth
Cradle of Filth (česky Kolébka špíny) je black/gothic/extreme metalová skupina založená v Suffolku ve Spojeném království roku 1991. Kapela, které dominuje až chorobně ječivý vokál Daniho Filtha, hrála zprvu black metal doplněný o temné klávesové party. Dnes je její styl nejčastěji definován jako extrémní heavy metal s gothickými prvky.

## Historie

### První léta (1991-1996)

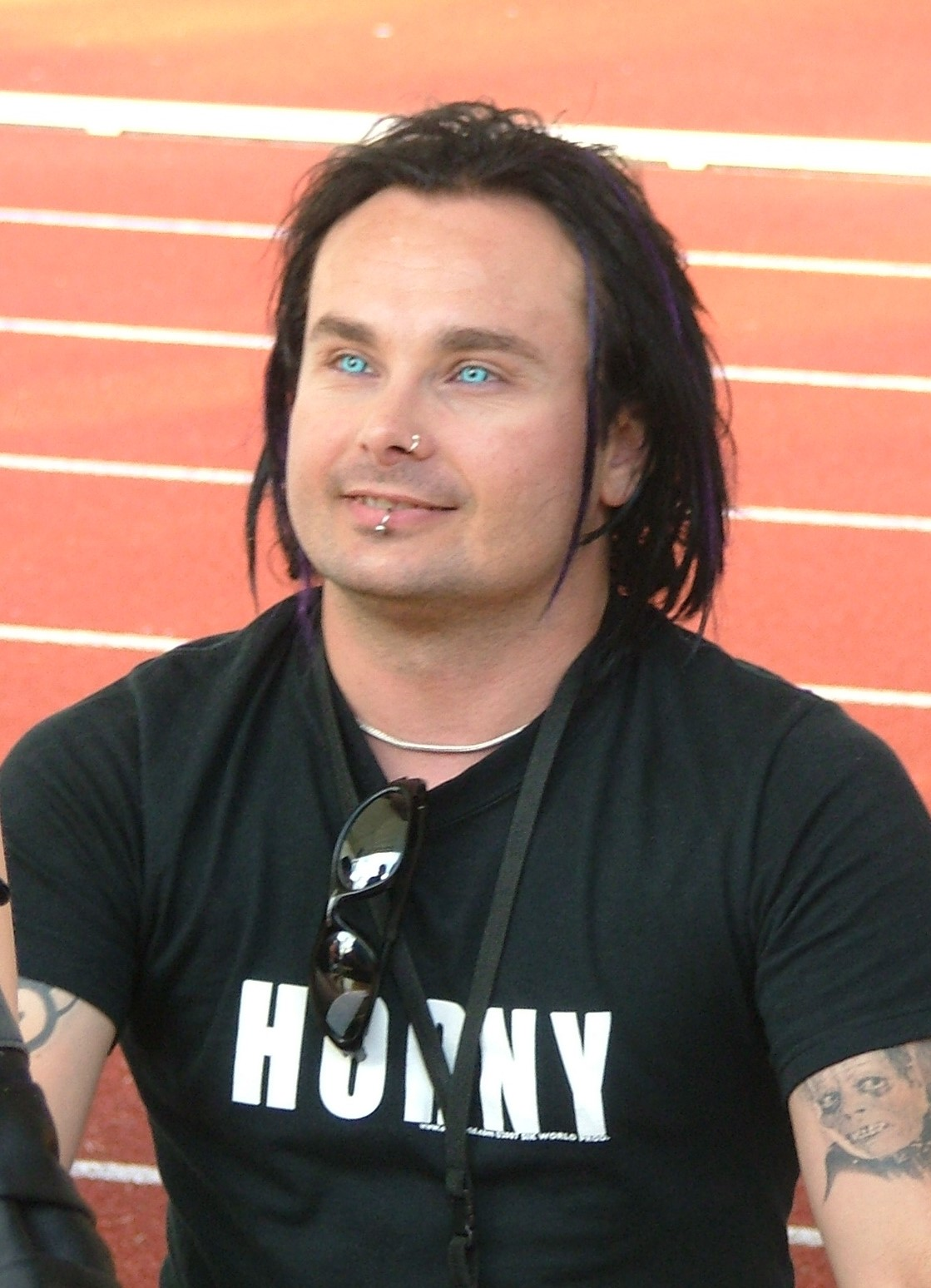
Dani Filth v roce 2008

Skupina Cradle of Filth vznikla v létě 1991 v anglickém Suffolku. Během prvních tří let své existence nahrála čtyři dema. V roce 1994 podepsala kontrakt s nahrávací společností Cacophonous Records a následně vydala své debutové album The Principle of Evil Made Flesh. Toto album sice stále představovalo pouhý zárodek budoucí tvorby skupiny, bylo ovšem poměrně úspěšné a v červnu 2006 se objevilo v seznamu časopisu Metal Hammer mezi deseti nejlepších blackmetalových alb za posledních dvacet let. Vztah mezi kapelou a nahrávací společností se však velmi brzy zhoršil.
V roce 1996 přešla skupina ke společnosti Music for Nations, předtím ale nahrála ještě pod hlavičkou Cacophonous Records EP Vempire or Dark Faerytales in Phallustein, které mělo původně posloužit k odchodu od této společnosti. Navzdory okolnostem obsahuje řadu písní, které dodnes kapela hraje během svých živých vystoupení a skladba Queen of Winter, Throned se v roce 2006 objevila na seznamu dvaceti pěti nezbytných extrememetalových hymen podle časopisu Kerrang!. Na EP si svůj debut se skupinou odbyla zpěvačka Sarah Jezebel Deva, která, ačkoli se objevila na všech následujících albech a vystupovala na všech turné skupiny, nikdy nebyla považována za jejího plnohodnotného člena.

### Období pod Music for Nations (1996-2001)
Později v roce 1996 vyšlo průlomové album Dusk... and Her Embrace, které značně rozšířilo fanouškovskou základnu kapely. Toto koncepční album se skladbami, které se týkají hlavně vampirismu a tvorby Josepha Sheridana Le Fanu, ukázalo směr, kterým se kapela bude nadále ubírat.

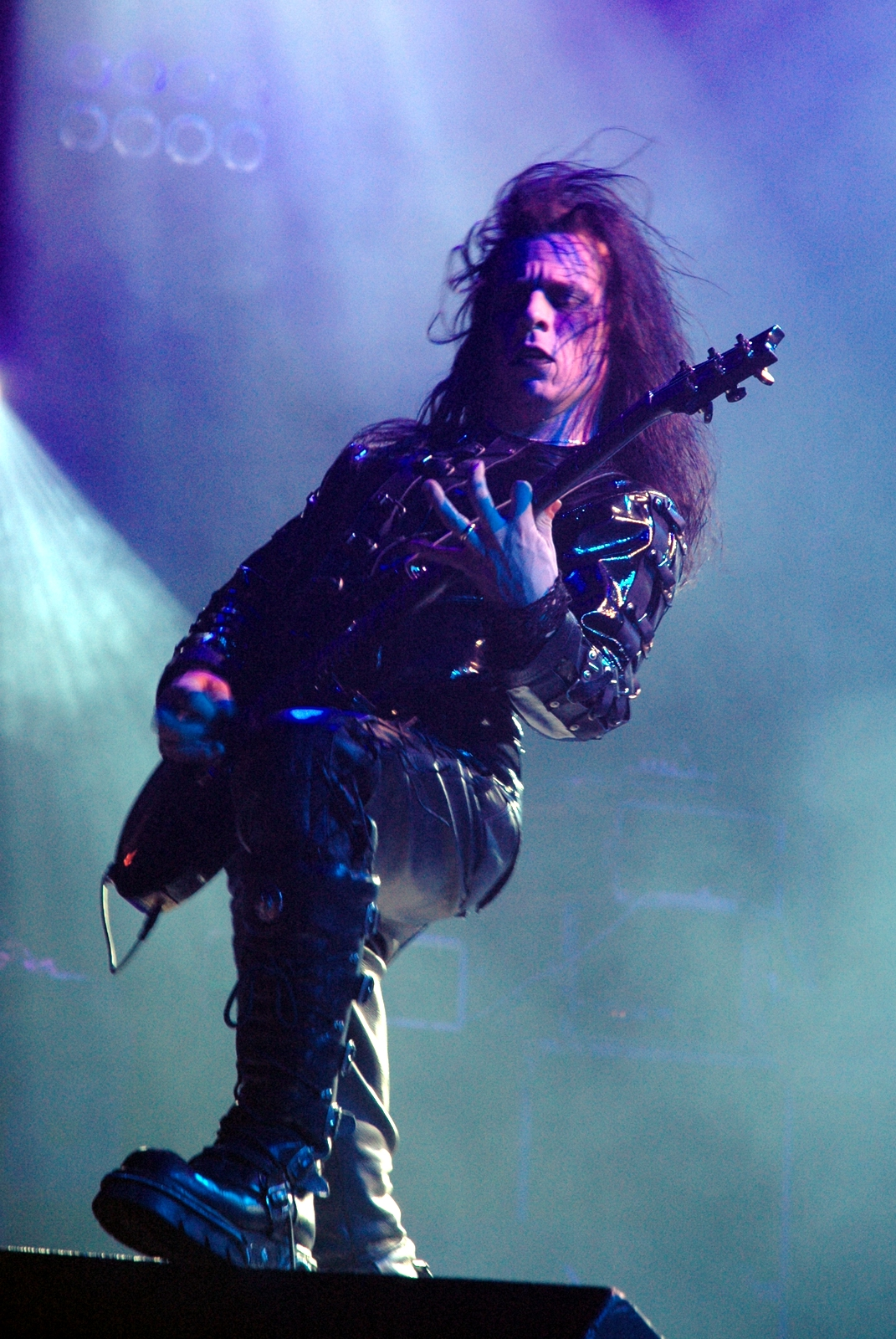
Paul Allender v roce 2005

V roce 1998 začal zpěvák Dani Filth psát do časopisu Metal Hammer svoji rubriku Dani's Inferno, kapela se objevila v dokumentární sérii televize BBC Living with an Enemy a vydala své třetí studiové album nazvané Cruelty and the Beast, které je založeno na životním příběhu Alžběty Báthoryové, tzv. Čachtické paní. V roli vypravěčky samotné hraběnky zde hostuje herečka Ingrid Pittová, která v této roli hrála již v roce 1971 ve filmu Countess Dracula. Album se také stalo prvním albem skupiny, které vyšlo v USA a Dani Filth v roce 2003 prohlásil, že se jedná o album, na které je nejvíce hrdý, ale také přiznal nespokojenost s jeho kvalitou zvuku. V následujícím roce kapela pokračovala ve svém turné, ale také natočila své první hudební video PanDaemonAeon a EP From the Cradle to Enslave.
Své čtvrté studiové album Midian, založené na novele Cabal od Clivea Barkera a jejím následném filmovém zpracování, vydala kapela v roce 2000. Podobně jako na albu Cruelty and the Beast zde v roli vypravěče vystupuje host, tentokráte Doug Bradley, který hrál právě v onom filmovém zpracování. Video k písní Her Ghost in the Fog z tohoto alba se stalo velmi často přehrávaným na stanici MTV2 a také na dalších metalových kanálech a skladba sama si našla cestu na soundtrack k filmu Ginger Snaps. Samotné album sklidilo značný úspěch a vyneslo kapelu na vrchol popularity. V roce 2001 vydala počin Bitter Suites to Succubi, který je označován jako EP. Tvoří jej čtyři nové skladby, tři znovu nahrané písně z alba The Principle of Evil Made Flesh, dvě instrumentální skladby a cover verzi písně No Time to Cry od The Sisters of Mercy a je jedinečný tím, že jej kapela nahrála ve stejné sestavě, jako předchozí album.

### Období pod Sony (2001-2004)
Před vydáním nového alba vydala skupina kompilaci Lovecraft and Witch Hearts, živé album Live Bait for the Dead a přešla ke společnosti Sony Music, zpěvák Dani Filth si zahrál v hororu Cradle of Fear. V roce 2003 dochází k vydání alba Damnation and a Day, jehož nahrávání se zúčastnil Budapešťský Filmový Orchestr a Sbor, čímž se toto album velmi přiblížilo k symphonic metalu. Samo o sobě představuje nejkomplexnější nahrávku kapely, svojí délkou převyšuje ty předcházející o dobrých dvacet minut a vzešla z něj dvě videa: Mannequin inspirovaný Janem Švankmajerem a Babalon A.D. (So Glad for the Madness) založený na Pasoliniho filmu Salò. Zhruba polovina alba vychází z epické básně Johna Miltona Ztracený ráj. Záhy po vydání ovšem kapela opustila Sony a přešla pod Roadrunner Records.

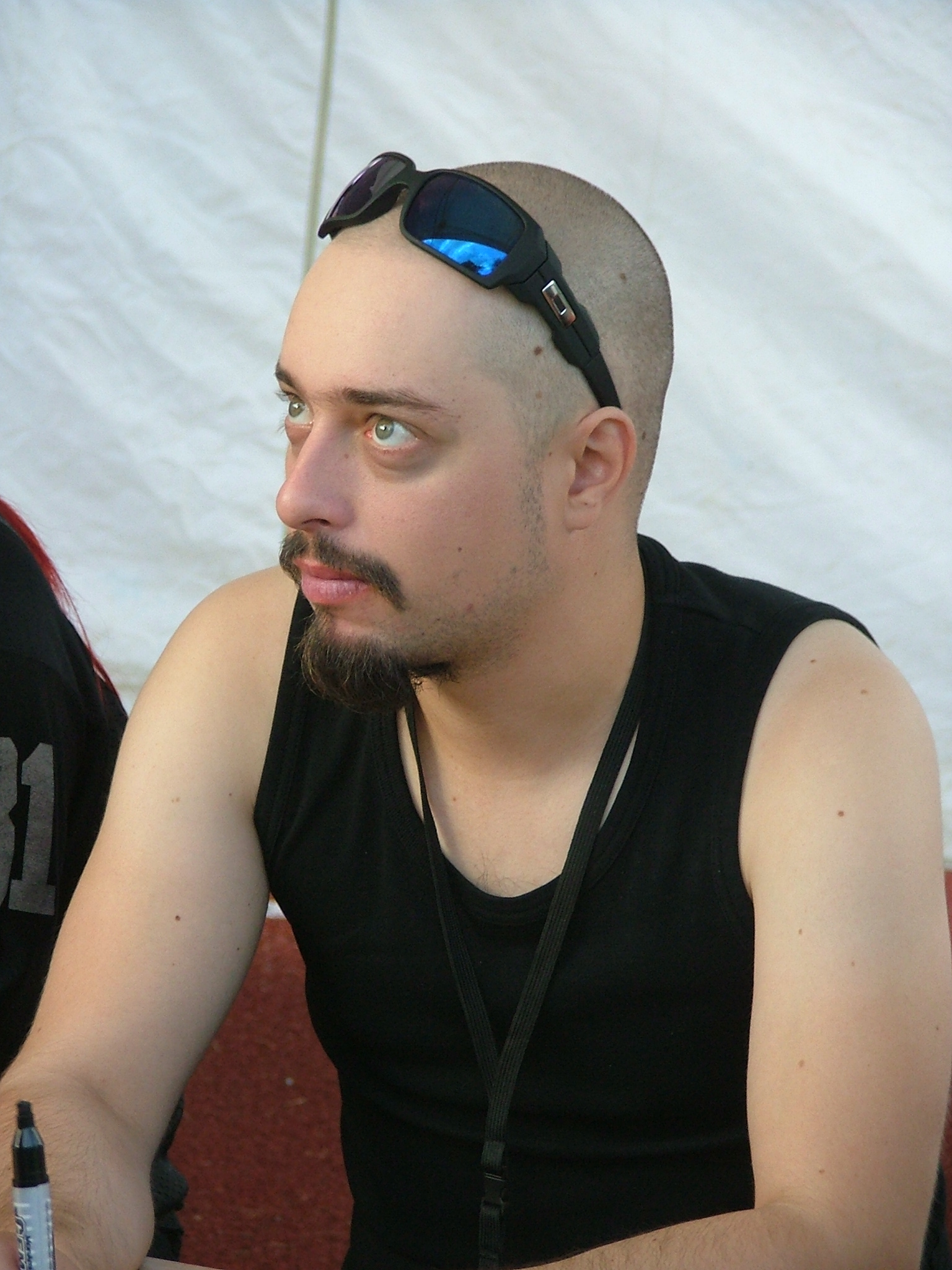
Martin Škaroupka

### Roadrunner Records (od roku 2004)
V roce 2004 vydala skupina album Nymphetamine, které se stalo prvním od The Principle of Evil Made Flesh, jež nebylo založené na žádném konceptu. Přibližování se k mainstreamu potvrdila nominace na cenu Grammy. V říjnu roku 2006 vydala kapela album Thornography, které bylo přijato podobně jako jeho předchůdce. V listopadu téhož roku odešel dlouhodobý bubeník Adrian Erlandsson, kterého nahradil Martin Škaroupka. V roce 2009 vydala kapela své zatím poslední koncepční album Godspeed on the Devil's Thunder vyprávějící o životě nechvalně proslulého francouzského šlechtice Gillesa de Raise.

## Sestava

### Současní členové
- Dani Filth – zpěv (od roku 1991)
- Daniel Firth – baskytara (od roku 2012)
- Martin „Marthus“ Škaroupka – bicí (od roku 2006)
- Richard Shaw – kytara (od roku 2014)
- Marek „Ashok“ Šmerda – kytara (od únorového turné 2014)[1]
- Anabelle Iratni  – klávesy a doprovodné vokály (od roku 2021)

### Bývalí členové
- Jon Pritchard – baskytara (1991–1992)
- Darren Gardner – bicí (1991–1992)
- Jon Kennedy – baskytara (1994–1995)
- Damien Gregori – klávesy (1995–1997)
- Nicholas Barker – bicí (1993–1999)
- Was Sargison – bicí (1992, 1999)
- Stuart Antstis – kytara (1995–1999)
- Gian Pyres – kytara (1996–1999, 1999–2002)
- Robin Eaglestone – baskytara (1994–2002)
- Adrian Erlandsson – bicí (1999–2006)
- Les „Lecter“ Smith – klávesy (1997–2000)
- Martin Powell – klávesy (2000–2005)
- Rosie Smith – klávesy (2006–2009)
- Charles Hedger – kytara (2005–2009)
- Ashley Ellyllon – klávesy (2009–2011)
- Dave Pybus – baskytara (2002–2012)
- Caroline Campbell – klávesy, doprovodné vokály (2010–2012)
- Paul Allender – kytara (1993–1995, 2000–2014)
- James McIlroy – kytara (2003–2005, 2009–2014)
- Lindsay Schoolcraft – klávesy a doprovodné vokály (2013–2020)

## Diskografie
- Orgiastic Pleasures Foul (1992)
- Goetia (1992) (nevydané)
- Invoking the unclean (1992)
- The Black Goddess Rises (1992)
- The Principle of Evil Made Flesh (1994)
- Vempire or Dark Faerytales in Phallustein (1996)
- Dusk... and Her Embrace (1996)
- Sodomizing the Virgin Vamps (1997)
- I Raped the Virgin Mary and Hung the Bastard Christ (1997)
- Cruelty and the Beast (1998)
- The Princess of Darkness (1999)
- From the Cradle to Enslave (1999)
- Midian (2000)
- Bitter Suites to Succubi (2001)
- Lovecraft & Witch Hearts (2002)
- Live Bait for the Dead (2002)
- Damnation and a Day (2003)
- Nymphetamine (2004)
- Thornography (2006)
- Godspeed on the Devils Thunder (2008)
- Darkly Darkly, Venus Aversa (2010)
- Evermore Darkly (2011)
- Midnight In The Labyrinth (2012)
- The Manticore and Other Horrors (2012)
- Hammer of the Witches (2015)
- Cryptoriana - The Seductiveness of Decay (2017)
- Existence Is Futile (2021)
- The Screaming of the Valkyries (2025)